# Сборники Русского исторического общества
Сборники Русского исторического общества — публикации документальных материалов по истории России XV—XIX веков, подготовленных Русским историческим обществом.
С 1867 по 1916 год было издано 148 томов.
Некоторые сборники носят смешанный характер, другие представляют тематические серийные издания. Таковы, например, «Памятники дипломатических сношений древней России с державами иностранными» (в 10-ти томах), «Бумаги и переписка Екатерины II» (в 18-ти томах), «Материалы Екатерининской законодательной комиссии 1767 г.» (в 14-ти томах).
Особенно обширен сборник «Дипломатическая переписка иностранных послов и посланников при русском дворе», материалы которого были извлечены из российских и зарубежных архивов.